# Billie Jean
"Billie Jean" je naziv popularne pjesme Michaela Jacksona koja je izdana kao singl 2. siječnja 1983. godine i nalazi se na popisu pjesama s Jacksonovog najprodavanijeg albuma Thrillera.
Jackson je tekstopisac i skladatelj, a producirao je Quincy Jones. "Billie Jean" je R&B pjesma s prepoznatljivom bas linijom. Netom objavljena postala je najveći Jacksonov hit, provela je 7 tjedana na Bilboardovoj Hot 100 ljestvici i u isto vrijeme je bila i broj 1 na britanskim ljestvicama. 1989. godine je dobila je platinastu nakladu.
Također, prepoznatljiva i po moonwalk plesu koji je Michael Jackson prvi puta izveo 1983. godine nastupajući u televizijskoj emisiji Motown 25: Yesterday, Today, Forever. Kritičari smatraju da je presudnu ulogu u Jacksonovoj karijeri imala upravo pjesma "Billie Jean" i njegov ples na Motownu 25 te ga od tada smatraju kraljem popa.

## Podloga
"Billie Jean" je nastala iz iskustva stvarnog života pjevača. Jackson je tvrdio da je neodređena ženska osoba slala njemu i njegovoj obitelji prijeteće poruke i također je tvrdila da je on otac njezinom djetetu. Pomahnitala je obožavateljica naposljetku poslana u psihijatrijsku bolnicu, ali taj incident je ostavio znaka na Michaelu koji je dobio inspiraciju za svoju pjesmu. Iako se obožavateljica nije zapravo zvala Billie Jean, Jackson je napisao riječi pjesme upravo na spomen nje.

## Snimanje
Jackson je napisao tu pjesmu i znao je da će postati hit. Izjavio je da umjetnik jednostavno predosjeća kako će se njegovo djelo odraziti na publiku. Navodno je Quincy Jones, producent albuma Thriller, odbacio Billie Jean jer je smatrao da je preslaba za album. Jackson je insistirao i Jones je prihvatio, ali odlučio je promijeniti ime pjesme u "Not My Lover" tako da ne bi bilo zabune u vezi slavne tenisačice Billie Jean King. Također odlučio je skratiti uvod u pjesmu, ali Michael je želio da ostane i rekao mu je da ga taj uvod upravo tjera na plesanje. Jones je prihvatio njegov zahtjev komenitrajući na to: "Kad vam Michael Jackson kaže da ga to tjera na plesanje ne možete biti tako okrutni pa ne uslišiti njegovu molbu."
Vokali su ispjevani iz prvog puta, saksofonist Tom Scott je svirao lirikon, bas-gitarist Louis Johnson je svirao na Yamaha bas-gitari koju je Michael izabrao. Bruce Swedien je miksao 91 put što je bilo jako neuobičajeno za njega. Inače je miksao pjesme samo jedan put.

## Skladba
Poznata skladba je postignuta korištenjem nekoliko vrsta bubnjeva kao što je doboš, standardni rock bubanj i hi-hat. Također, odjeci i udvostručeni glasovi Jacksona te njegov poznati hee hee su važan dio pjesme. Korištene su i violine na dijelu bez pjevanja, sintesajzer, bas i a ponekad se može čuti i kratko pucketanje prstiju. Jacksonov glas varira od tenora do falsetta.

## Promocija
Glazbeni spot za Billie Jean je bio revolucionaran u povijesti jer je prekinuo rasnu barijeru na MTV-u. MTV, tada relativno nov glazbeni program puštao je u udarno vrijeme samo spotove bijelih glazbenika. Billie Jean je tada već bila hit kao pjesma i držala je vrh ljestvica diljem svijeta. Glazbeni spot za Billie Jean započinje hodom Jacksona koji je obučen u famozno crno kožno odijelo s ružičastom košuljom i crvenom leptir-mašnom. Nosi crno-bijele lakirane cipele s znakovitim bijelim čarapama. Michael baca zlatni novčić prosjaku koji spava na ulici te se ovaj pretvara u gospodina u bijelom odijelu kako jarko svijetlo zasvjetli. Gdje god Jackson zagazi, ploča ulice zasvijetli. To je metafora koja pokazuje kako se pjevačeva slava prepoznaje gdje god prođe. Paparazzi ga prati i pokušava ga fotografirati, ali kako se fotografija realizira Jacksona nema na slici. Michael pleše i pjeva dok odlazi kod Billie Jean. Ulazi u njenu sobu i uđe pod bijelu plahtu u krevetu u kojem ona spava. Krevet zasvijetli, a Jackson nestaje pod plahtom. Paparazzi je na prozoru i opet ga želi uslikati. Dolaze dva policajca i uhite fotografa. Video završava tako što policajci vode špijuna kroz ulicu, a ploče na putu pred njima svijetle jedna za drugom kao da netko prolazi iako nema nikoga. Putem je Jacksonu ispao rupčić s uzorkom leopardove kože iz kojeg se na kraju realizira pravi leopard koji odšeta iza kadra.
Uz pomoć spota i MTV-a koji je sada puštao Billie Jean u udarno vrijeme Jacksonov album Thriller je prodao dodatnih 10 milijuna primjeraka.

## Zasluge
- Michael Jackson - tekstopisac, skladatelj i aranžer
- Quincy Jones i Michael Jackson - producenti
- Michael Jackson - vodeći i prateći vokali
- Leon "Ndugu" Chancler - bubnjevi
- Louis Johnson - bas gitara
- David Williams - gitara
- Michael Boddicker - zvučni efekti
- Greg Phillinganes - sintesajzer i rhode glasovir
- Greg Smith - sintesajzer
- Bill Wolfer - sintesajzer efekti
- Jerry Hey - aranžer instrumentalnih žica
- Jeremy Lubbock - dirigent
- Bruce Swedien - DJ

## Pozicija na glazbenim ljestvicama
| Lista (1983)               | Najveća pozicija |
| -------------------------- | ---------------- |
| Australija                 | 1                |
| Austrija                   | 2                |
| Kanada                     | 1                |
| Nizozemska                 | 3                |
| Francuska                  | 1                |
| Njemačka                   | 2                |
| Irska                      | 1                |
| Novi Zeland                | 2                |
| Norveška                   | 5                |
| Španjolska                 | 1                |
| Švedska                    | 2                |
| Švicarska                  | 1                |
| Ujedinjeno Kraljevstvo     | 1                |
| SAD Billboard Hot 100      | 1                |
| SAD R&B ljestvica singlova | 1                |